# Joan Mateu Ribé
Joan Mateu Ribé (el Pla de Santa Maria, 19 d'octubre de 1907 - Reus, 26 de febrer de 1983) va ser un ciclista català que va córrer entre 1927 i 1932. Durant la seva carrera esportiva no aconseguí cap victòria d'importància però si que va obtenir posicions importants en diferents proves com la Volta a Catalunya o la Volta a Llevant. El 1930 va participar en el Tour de França, i va acabar en 34a posició, a més de 5 hores del vencedor final, el francès André Leducq.

## Palmarès
- 1927
  - 5è a la Volta Ciclista a Catalunya
- 1928
  - 3r a la Volta a Astúries
- 1929
  - 3r a la Volta a Llevant
  - 4t a la Volta Ciclista a Catalunya
- 1930
  - 3r a la Volta a Llevant
  - 4t a la Volta Ciclista a Catalunya

## Resultats al Tour de França
- 1930. 34è de la classificació general